# 玄池県
玄池県（げんち-けん）は中華人民共和国山西省にかつて存在した県。現在の忻州市静楽県南東部に相当する。
889年（龍紀元年）、唐朝により設置された。宋朝により廃止されている。